# Składy drużyn olimpijskich w piłce siatkowej mężczyzn 1992
Artykuł grupuje składy wszystkich reprezentacji narodowych w piłce siatkowej, które wystąpiły w turnieju siatkówki mężczyzn na Letnich Igrzyskach Olimpijskich w 1992 roku w Barcelonie.

## Składy drużyn
| Numer | Imię i nazwisko            | Rok urodzenia |
| ----- | -------------------------- | ------------- |
| 2     | Ali Dif                    | 1969          |
| 3     | Lyes Tizioualou            | 1965          |
| 4     | Kamel Rabia                |               |
| 5     | Tayeb Elhadi Benkhalfallah | 1970          |
| 7     | Mourad Sennoun             | 1962          |
| 8     | Foudil Taalba              | 1967          |
| 9     | Abdallah Kherif            |               |
| 10    | Mourad Malaoui             | 1968          |
| 11    | Krimo Bernaoui             | 1967          |
| 12    | Mohamed Abdel Sennoun      | 1967          |
| 13    | Faycal Gharzouli           | 1970          |
| 14    | Faycal Tellouche           | 1968          |

| Numer | Imię i nazwisko         | Rok urodzenia |
| ----- | ----------------------- | ------------- |
| 1     | Marcelo Teles Negrão    | 1972          |
| 2     | Jorge Edson Brito       | 1966          |
| 3     | Giovane Farinazzo Gávio | 1970          |
| 5     | Paulo da Silva          | 1963          |
| 6     | Maurício Lima           | 1968          |
| 7     | Janelson Carvalho       | 1969          |
| 8     | Douglas Chiarotti       | 1970          |
| 9     | Antônio Gouveia         | 1965          |
| 10    | Talmo Curto Oliveira    | 1969          |
| 12    | André Ferreira          | 1964          |
| 14    | Alexandre Samuel        | 1970          |
| 15    | Amauri Ribeiro          | 1959          |

| Numer | Imię i nazwisko    | Rok urodzenia |
| ----- | ------------------ | ------------- |
| 1     | Luc Marquet        | 1970          |
| 2     | Olivier Lecat      | 1967          |
| 3     | David Romann       | 1970          |
| 4     | Éric Wolfer        | 1966          |
| 5     | Eric Bouvier       | 1961          |
| 6     | Christophe Meneau  | 1968          |
| 8     | Arnaud Josserand   | 1963          |
| 9     | Laurent Tillie     | 1963          |
| 10    | Olivier Rossard    | 1965          |
| 13    | Laurent Chambertin | 1966          |
| 14    | Rivo Adriamamonyj  | 1963          |
| 15    | Philippe Salvan    | 1965          |

| Numer | Imię i nazwisko         | Rok urodzenia |
| ----- | ----------------------- | ------------- |
| 2     | Juan Carlos Robles      | 1967          |
| 3     | Venancio Costa          | 1967          |
| 5     | Francisco Sánchez Jover | 1960          |
| 6     | Jesús Garrido           | 1970          |
| 7     | Jesús Sánchez Jover     | 1968          |
| 8     | Miguel Ángel Maroto     | 1963          |
| 10    | Ángel Alonso            | 1967          |
| 11    | Benjamin Vicedo         | 1964          |
| 12    | Héctor López            | 1971          |
| 13    | Francisco Hervás        | 1962          |
| 14    | Rafael Pascual          | 1970          |
| 15    | Ernesto Rodríguez       | 1969          |

| Numer | Imię i nazwisko      | Rok urodzenia |
| ----- | -------------------- | ------------- |
| 1     | Martin Teffer        | 1965          |
| 3     | Henk-Jan Held        | 1967          |
| 5     | Ron Boudrie          | 1960          |
| 7     | Marko Klok           | 1968          |
| 8     | Ron Zwerver          | 1967          |
| 9     | Avital Selinger      | 1959          |
| 10    | Edwin Benne          | 1965          |
| 11    | Olof van der Meulen  | 1968          |
| 12    | Peter Blangé         | 1964          |
| 13    | Jan Posthuma         | 1963          |
| 14    | Martin van der Horst | 1965          |
| 15    | Ronald Zoodsma       | 1966          |

| Numer | Imię i nazwisko    | Rok urodzenia |
| ----- | ------------------ | ------------- |
| 1     | Takashi Narita     | 1969          |
| 2     | Katsumi Kawano     | 1965          |
| 3     | Yuichi Nakagaichi  | 1967          |
| 4     | Akihiko Matsuda    | 1965          |
| 6     | Masafumi Oura      | 1969          |
| 7     | Tatsuya Ueta       | 1964          |
| 8     | Masaji Ogino       | 1970          |
| 10    | Katsuyuki Minami   | 1970          |
| 11    | Shigeru Aoyama     | 1969          |
| 13    | Junichi Kuriuzawa  | 1965          |
| 14    | Hideyuki Otaka     | 1967          |
| 15    | Masayuki Izumikawa | 1971          |

| Numer | Imię i nazwisko    | Rok urodzenia |
| ----- | ------------------ | ------------- |
| 1     | Bradley Willock    | 1962          |
| 2     | William Knight     | 1964          |
| 4     | Kent Greves        | 1968          |
| 6     | Alan Coulter       | 1959          |
| 8     | Neil Williscroft   | 1966          |
| 9     | Joseph Marc Albert | 1961          |
| 10    | Gino Brousseau     | 1966          |
| 11    | Kevin Boyles       | 1967          |
| 12    | Randal Gingera     | 1968          |
| 13    | Chris Frehlick     | 1962          |
| 14    | Terrance Gagnon    | 1962          |
| 15    | Russell Paddock    | 1966          |

| Numer | Imię i nazwisko | Rok urodzenia |
| ----- | --------------- | ------------- |
| 1     | Ha Jong-hwa     | 1969          |
| 2     | Ma Nak-gil      | 1968          |
| 3     | Kim Wan-sik     | 1971          |
| 4     | Kim Se-jin      | 1974          |
| 5     | Noh Jin-son     | 1965          |
| 6     | Shin Young-chul | 1964          |
| 7     | Oh Wook-hwab    | 1970          |
| 8     | Im Do-hun       | 1972          |
| 9     | Park Jong-chan  | 1970          |
| 10    | Kim Byung-sun   | 1973          |
| 11    | Kang Sung-hyung | 1970          |
| 12    | Jin Chang-wook  | 1972          |

| Numer | Imię i nazwisko        | Rok urodzenia |
| ----- | ---------------------- | ------------- |
| 1     | Freddy Brooks          | 1969          |
| 4     | Joël Despaigne         | 1966          |
| 5     | Idalberto Valdes Pedro | 1967          |
| 6     | Lazaro Beltran         | 1964          |
| 7     | Félix Millán           | 1967          |
| 8     | Rodolfo Sánchez        | 1969          |
| 9     | Raúl Diago             | 1967          |
| 10    | Abel Sarmientos        | 1962          |
| 11    | Osvaldo Hernández      | 1970          |
| 12    | Lazaro Marin           | 1967          |
| 13    | Nicolas Vives          | 1970          |
| 14    | Ihosvany Hernández     | 1972          |

| Numer | Imię i nazwisko  | Rok urodzenia |
| ----- | ---------------- | ------------- |
| 1     | Carlos Briceno   | 1967          |
| 2     | Dan Greenbaum    | 1969          |
| 3     | Nick Becker      | 1968          |
| 4     | Robert Ctvrtlik  | 1963          |
| 5     | Bryan Ivie       | 1969          |
| 6     | Steve Timmons    | 1958          |
| 7     | Brent Hillard    | 1970          |
| 8     | Scott Fortune    | 1966          |
| 9     | Robert Samuelson | 1966          |
| 10    | Jeffrey Stork    | 1960          |
| 14    | Eric Sato        | 1966          |
| 15    | Douglas Partie   | 1961          |

| Numer | Imię i nazwisko     | Rok urodzenia |
| ----- | ------------------- | ------------- |
| 1     | Andrea Gardini      | 1965          |
| 5     | Paolo Tofoli        | 1966          |
| 6     | Roberto Masciarelli | 1963          |
| 7     | Claudio Galli       | 1965          |
| 8     | Marco Bracci        | 1966          |
| 9     | Lorenzo Bernardi    | 1968          |
| 10    | Luca Cantagalli     | 1965          |
| 11    | Andrea Zorzi        | 1965          |
| 12    | Andrea Lucchetta    | 1962          |
| 13    | Andrea Giani        | 1970          |
| 14    | Fabio Vullo         | 1964          |
| 15    | Michele Pasinato    | 1969          |

| Numer | Imię i nazwisko       | Rok urodzenia |
| ----- | --------------------- | ------------- |
| 1     | Oleg Szatunow         | 1967          |
| 2     | Andriej Kuzniecow     | 1966          |
| 3     | Aleksander Szadczin   | 1969          |
| 4     | Rusłan Olichwer       | 1969          |
| 5     | Igor Runow            | 1963          |
| 6     | Jewgienij Krasilnikow | 1965          |
| 7     | Jurij Korowianski     | 1967          |
| 8     | Dmitrij Fomin         | 1968          |
| 11    | Konstantin Uszakow    | 1970          |
| 12    | Jurij Czerednik       | 1966          |
| 13    | Siergiej Gorbunow     | 1970          |
| 15    | Paweł Sziszkin        | 1970          |